# 1784 Benguella
Az 1784 Benguella (ideiglenes jelöléssel 1935 MG) a Naprendszer kisbolygóövében található aszteroida. Cyril Jackson fedezte fel 1935. június 30-án, Johannesburgban.